# Цекув-Кольонія (гміна)
Гміна Цекув-Кольонія (пол. Gmina Ceków-Kolonia) — сільська гміна у північно-західній Польщі. Належить до Каліського повіту Великопольського воєводства.
Станом на 31 грудня 2011 у гміні проживало 4781 особа.

## Територія
Згідно з даними за 2007 рік площа гміни становила 88.19 км², у тому числі:
- орні землі: 66.00%
- ліси: 27.00%

Таким чином, площа гміни становить 7.60% площі повіту.

## Населення
Станом на 31 грудня 2011:
| Опис     | Загалом | Загалом | Чоловіки | Чоловіки | Жінки | Жінки |
| -------- | ------- | ------- | -------- | -------- | ----- | ----- |
| одиниця  | осіб    | %       | осіб     | %        | осіб  | %     |
| все      | 4781    | 100     | 2368     | 49.53    | 2413  | 50.47 |
| міське   | 0       | 100     | 0        |          | 0     |       |
| сільське | 4781    | 100     | 2368     | 49.53    | 2413  | 50.47 |

## Сусідні гміни
Гміна Цекув-Кольонія межує з такими гмінами: Желязкув, Кавенчин, Козьмінек, Ліскув, Малянув, Мицелін, Опатувек.